# کامیک (ناحیه لیتومیریتسه)
کامیک (به چکی: Kamýk) یک منطقهٔ مسکونی در جمهوری چک است که در ناحیه لیتومیریتسه واقع شده‌است. کامیک ۵٫۷۷ کیلومتر مربع مساحت و ۱۳۹ نفر جمعیت دارد و ۳۰۱ متر بالاتر از سطح دریا واقع شده‌است.